# دانشگاه دولتی آموزگاری تاجیکستان
دانشگاه دولتی آموزگاری تاجیکستان به نام صدرالدین عینی در خیابان رودکی شهر دوشنبه پایتخت جمهوری تاجیکستان جای دارد. این دانشگاه به نام نویسنده و شاعر بزرگ تاجیک نام‌گذاری شده است. یکی از قدیمی‌ترین دانشگاه‌های تاجیکستان است. رئیس کنونی این دانشگاه استاد ظریف رحمانوویچ شریفف می‌باشد که دارای دکترای اقتصاد است.

## ساختار دانشگاه
این دانشگاه دارای ۱۲ دانشکده و گروه می‌باشد که بدین قرارند:
- دانشکدهٔ زبان‌شناسی تاریخی
- دانشکدهٔ تاریخ
- دانشکدهٔ علوم تربیتی
- گروه ریاضیات
- گروه فیزیک
- گروه شیمی
- گروه زیست‌شناسی
- گروه جغرافی
- دانشکدهٔ فناوری و کارآفرینی
- گروه زبان انگلیسی
- دانشکدهٔ زبان‌شناسی تاریخی رومی-ژرمنی
- دانشکدهٔ زبان و ادب روسی

در این دانشگاه ۳۳ رشته تدریس می‌شود هیئت علمی آن بالغ بر ۴۱۰ تن می‌باشد. ۱۷۰۰ دانشجو در این جا مشغول تحصیل می‌باشند. دانشگاه آموزگاری صدرالدین عینی تاجیکستان یکی از مراکز مهم تربیتی و آموزشی باکیفیت تاجیکستان است و یکی از بنیادهای آموزشی برجسته در زمینهٔ اصلاح آموزش، علوم و فرهنگ می‌باشد.
در این دانشگاه به سه زبان فارسی تاجیکی، روسی و ازبکی تدریس می‌شود. این دانشگاه در سال ۲۰۰۹ در ۳۳ رشته، متخصص پرورش می‌داده است.
دانشگاه دولتی آموزگاری تاجیکستان دارای دوره‌های تحصیلات تکمیلی و دکترا می‌باشد. این دانشگاه دارای مرکز انتشاراتی می‌باشد و مجلهٔ علمی دانشگاه و روزنامهٔ آموزگار جوان را منتشر می‌کند.

## تاریخ دانشگاه
دانشگاه دولتی آموزگاری تاجیکستان در ۱۸ ژوئن ۱۹۳۱ با نام انستیتوی آگروپداگوژی پایه‌گذاری شد. در ۱ سپتامبر ۱۹۳۲ به آکادمی پداگوژی تغییر نام پیدا کرد.
در آوریل ۱۹۳۴ نام آن به انستیتوی پداگوژی استالین‌آباد (نام قبلی شهر دوشنبه) تغییر کرد و در سال ۱۹۳۹ به افتخار شاعر بزرگ اوکراینی انستیتوی پداگوژی تاراس شفچنکوی استالین‌آباد نام گرفت.
در سال ۱۹۳۶ دارای دورهٔ تحصیلات تکمیلی شد و از ۱۹۶۱ دورهٔ دکترا در رشته‌های گوناگون راه‌اندازی گردید.
در ۱۶ دسامبر ۱۹۸۱ به مناسبت پنجاهمین سالگرد پایه‌گذاری آن از سوی مجمع عالی اتحاد جماهیر شوروی سوسیالیستی عنوان دوستدار مردمان را دریافت نمود.
پس از استقلال تاجیکستان بر پایهٔ تصمیم شورای عالی جمهوری تاجیکستان در ۹ سپتامبر ۱۹۹۱، ۳۸۶ انستیتو به افتخار معلم و دانشور پرآوازهٔ تاجیک ق. ش. جورایف نام‌گذاری شدند.
در ۲۹ اوت ۱۹۹۲ در پی تصمیم شورای عالی جمهوری تاجیکستان به نام دانشگاه دولتی پداگوژی دوشنبه به نام ق. ش. جورایف نامیده شد.
در ۳ ژانویهٔ ۱۹۹۷ به دانشگاه دولتی پداگوژی تاجیکستان به نام ق. ش. جورایف تغییر نام یافت؛ و در آخر دولت تاجیکستان در ۳ آوریل ۲۰۰۷ این دانشگاه را به افتخار شاعر بزرگ تاجیک، دانشگاه دولتی آموزگاری تاجیکستان به نام صدرالدین عینی نام نهاد.